# Кучкаров, Мейли
Мейли Кучкаров (1918 год, Самаркандский уезд, Самаркандская область, Туркестанская Автономная Социалистическая Советская Республика — неизвестно, Пастдаргомский район, Самаркандская область, Узбекская ССР) — бригадир колхозов имени Карла Маркса Пастдаргомского района Самаркандской области, Узбекская ССР. Герой Социалистического Труда (1973).

## Биография
Родился в 1918 году в крестьянской семье в одном из сельских населённых пунктов Самаркандского уезда. После окончания сельской школы трудился рядовым колхозником в местной сельскохозяйственной артели, которая была в последующем преобразована в колхоз имени Чкалова Пост-Даргомского района (после укрупнения колхоз имени Карла Маркса Пост-Даргомского район). Председателем этого колхоза был Герой Социалистического Труда Джаникул Юсупов. С 1950-х годов — бригадир хлопководческой бригады в этом же колхозе. За выдающиеся трудовые результаты по итогам Восьмой пятилетки (1966—1970) был награждён Орденом Трудового Красного Знамени.
В последующие годы Девятой пятилетки (1971—1975) бригада под руководством Мейли Кучкарова ежегодно показывала высокие трудовые результаты в хлопководстве. В 1973 году заняла передовое место в социалистическом соревновании среди хлопководческих коллективов Пост-Даргомского района и была удостоена почётного звания «Коллектив коммунистического труда». Указом Президиума Верховного Совета СССР от 10 декабря 1973 года удостоен звания Героя Социалистического Труда за «большие успехи, достигнутые во Всесоюзном социалистическом соревновании, и проявленную трудовую доблесть в выполнении принятых обязательств по увеличению производства и продажи государству хлопка, зерна и других продуктов земледелия в 1973 году» с вручением ордена Ленина и золотой медали «Серп и Молот» (№ 11883).
За досрочное выполнение принятых социалистических обязательств и плановых заданий Десятой пятилетки (1975—1980) был награждён Орденом Октябрьской Революции.
После выхода на пенсию проживал в Постдаргомском районе. Дата его смерти не установлена.
Награды
- Герой Социалистического Труда
- Орден Ленина
- Орден Трудового Красного Знамени (08.04.1971)
- Орден Октябрьской Революции (04.03.1980)
- Медаль «За трудовую доблесть»
- Медаль ВДНХ